# 彼得·伦巴德

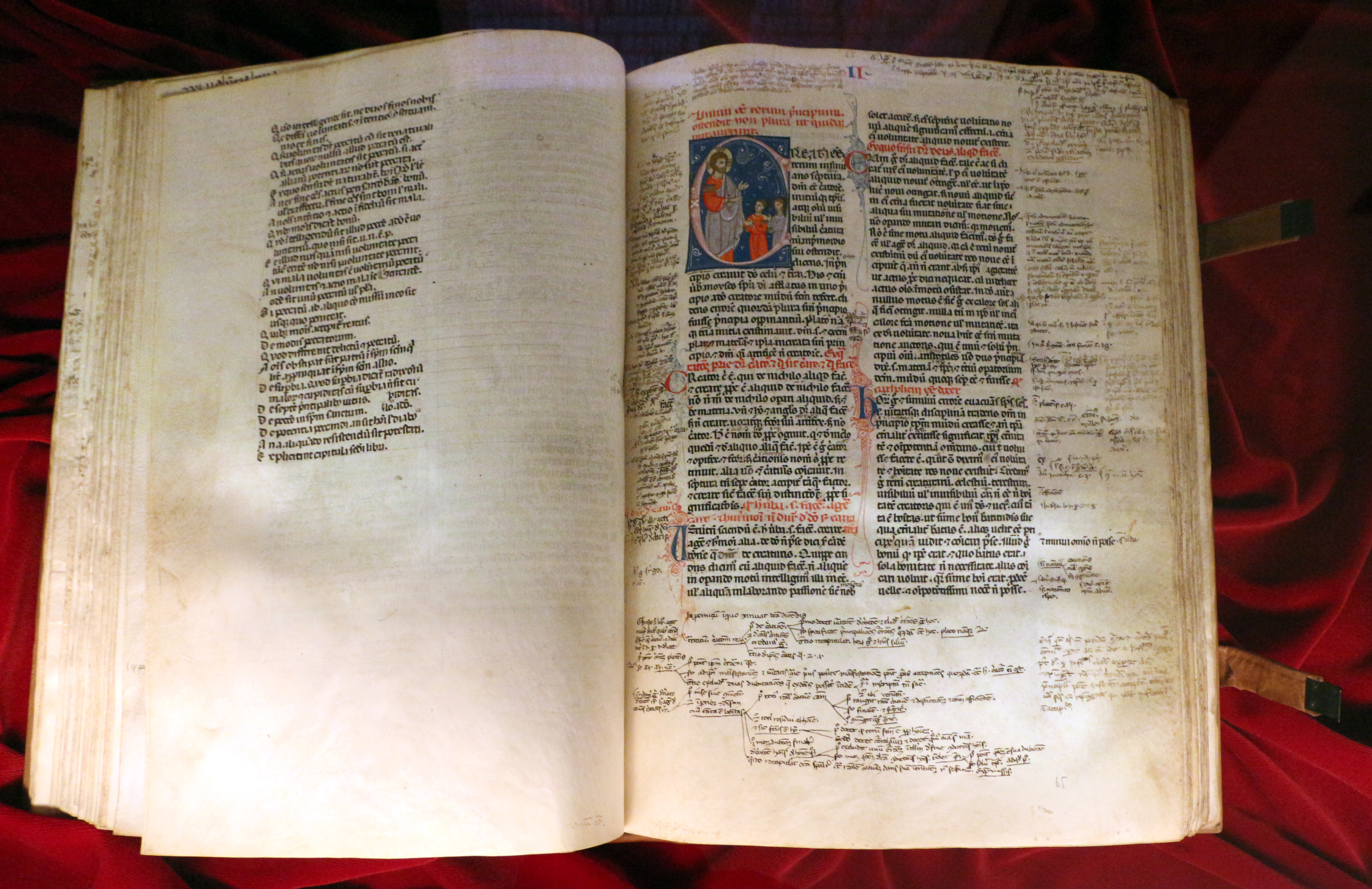
Sententiae, 1280 circa,Biblioteca Medicea Laurenziana, Florence

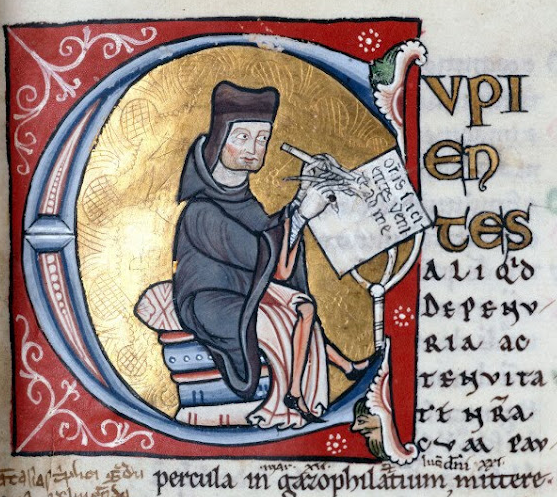
彼得倫巴德在寫作

彼得·倫巴德（英語：Peter Lombard，1100年—1160年），也译为伯多禄·隆巴迪（拉丁語：Petrus Lombardus），又稱為倫巴第人彼得，著名中古時期神學家，經院哲學的代表人物之一，活躍於巴黎大學。是一位哲學家、神學家、於1159年被任命為天主教會巴黎總教區總主教。他最重要的成就是編纂《四部語錄》，收集教父們的文章成集，此書也成為基督教系統神學當時的主要教科書，他也因此书而获得了文句大师（Magister Sententiarum）的称呼。

## 生平
倫巴德生於現今義大利西北方的一個山麓诺瓦拉，家境貧寒。生卒年大約在1095~1100之間。曾到布羅格那、理姆斯及巴黎等地讀書。他的教育是開始是在義大利納瓦拉和盧卡的大教堂學校中。他的資助者為盧卡的主教，將他推薦給克勒窩的伯尔纳铎，伯爾納铎幫助他離開義大利前往較遠的蘭斯與巴黎進行深造。
倫巴德在法國的蘭賽教堂的座堂學校開始他的研究，當時彼得·阿伯拉與诺瓦拉的盧托夫（Lutolph）都在此進行教學，倫巴德也成為亞伯拉德的弟子，他大約在1134年到了巴黎，伯爾納推薦他成為聖維克教堂的司鐸。最后在巴黎當主教。

## 教學生涯
倫巴德在巴黎諾達姆坐堂學校任教度過了接下來的十年的教學，在那裡他接觸到了彼得·阿伯拉和圣维克托的休格，他們主導了當時的神學研究。直到1142，當他成為公認的作家和老師之前，沒有甚麼相關的資料顯示他在巴黎的下落。大約1145，彼得就成了巴黎聖母大教堂學校的教授。

## 神學思想
他具系統性的思考，細心比較各種不同的教義。他認為：
1. 理性僅有形式上的意義，聖經才是最高權威。
2. 贖罪是基督為罪人死，使罪人得以進入神的愛中而從罪中被釋放。
3. 神的恩典分為運作恩典和合作恩典。運作恩典完全是神的工作，叫人在信心中轉向神﹔合作恩典則要求人接受恩典，與神合作。

他把亞伯拉德的辯證法與笏哥的正統綜合起來。他亦從笏哥承受系統的才幹。他細心綜合並比較各不相同的教義教訓。他確立聖經為最高的權威。理性僅有形式上的意義。理性僅被用作一種在救恩上要抵抗那有權威而卻矛盾之教理的方法。

## 神學著作
1140年左右，倫巴德被巴黎大學應，完成了神學教科書四部語錄，成書於1155至1158年間。該書收集聖經及教父遺著中的佳句，但未將它系統化，僅按四個主題排列：
1、三一神；2、道成肉身；3、聖禮及；4、末世論。
並主張聖禮(禮儀)有七種：洗禮、聖體、堅信禮、告解、敷油、聖秩、婚禮，這主張後來在1439年的佛羅倫斯大會正式被天主教接受。並提出「聖禮為神恩惠的記號，不可見的恩典，與所表徵的相仿；有其存在之必要」。也就是說，這些聖禮與眾不同的標誌，是因為它們是內在恩典的外在表徵，是基督制定的。倫巴德與阿奎納都主張，聖禮只要舉行就能賜予恩典(因功生效)。
該書出版之後，曾因為一些欠嚴謹的文句，幾遭查禁。但在1215年獲得世紀巨作的肯定後，立即成為神學家們評釋的焦點，從而產生了所謂《四部語錄註疏》，註疏者包括阿奎納、圣文德，和邓斯·司各脱等大師。
1215年第四次拉特蘭會議上，天主教採納此七項為教會正式的聖禮，直到今日《經文與教父著作彙編》，仍是中世紀神學生之必修課程。